# Jalajala
Jalajala é um município de  quarta classe de renda municipal (d) na província Rizal, nas Filipinas. De acordo com o censo de 1 de maio  de  2020 possui uma população de 34 017 pessoas e 8 143 domicílios.